# Нагацуки, Таппэй
Таппэй Нагацуки (яп. 長月 達平 Нагацуки Таппэй, 11 марта 1987) — японский писатель, работающий в стиле ранобэ. Известен, прежде всего, как автор серии «Re:Zero. Жизнь с нуля в альтернативном мире». Победитель премии SUGOI JAPAN 2017 в двух номинациях. 

## Биография и творчество
О жизни писателя известно немногое, кроме того, что, параллельно с литературной деятельностью, он работает заведующим мясным отделом в розничном магазине. Первоначальная версию ранобэ Re:Zero он опубликовал на сайте Shosetsuka ni Naro под псевдонимом «Мышиный кот» (яп. 鼠色猫 Нэдзумииро нэко). Он находится в близких дружеских отношениях с Нацумэ Акацуки и Карло Дзеном. Это объясняется тем, что ранее они публиковали произведения на одном сайте. 
Любимым персонажем серии Re:Zero он называл Эмилию, также отмечая, что считает интересным произведение «Маг потустороннего мира» Геральда Пандоры. Таппэй утверждал, что контролирует все этапы производства продукции, связанной с его литературными работами. Кроме того, Нагацуки помогал в раскадровке аниме «Покемон», писал сценарий для Warlords of Sigrdrifa и Vivy -Fluorite Eye's Song- в сотрудничестве с Эйдзи Умэхарой.